# 卡瓦利亚尔 (巴塞卢什)
卡瓦利亚尔是葡萄牙布拉加区的一个堂区。总面积3.06平方公里，总人口1614人，人口密度527.5人/平方公里。